# Pietro De Maria
Pietro De Maria (Venecia, 1967) es un pianista clásico italiano.

## Trayectoria
Pietro De Maria, estudió piano con Giorgio Vianello y Gino Gorini en Venecia. Revelando un talento precoz, ganó el Primer Premio en el Concurso Internacional de Piano Alfred Cortot en Milán a sus 13 años. Después estudió con Maria Tipo en el conservatorio de Ginebra. En 1990 recibió el premio de los críticos en el Concurso Internacional Tchaikovsky de Moscú; posteriormente ganó otros concursos, el "Dino Ciani" (1990), y el Géza Anda (1994). En 1997 fue galardonado con el Premio Mendelssohn en Hamburgo. Desempeña una intensa actividad de concierto, como invitado en los principales centros de Europa y América.
En su intensa actividad de concierto ha tocado con algunas de las orquestas más importantes del mundo, dirigido, entre otros, por Roberto Abbado, Gary Bertini, Myung-Whun Chung, Vladimir Fedoseev, Daniele Gatti, Eliahu Inbal, Marek Janowski, Ton Koopman, Peter Maag, Gianandrea Noseda, Corrado Rovaris, Yutaka Sado, o Sándor Végh.
Ha dado gran importancia a la música de cámara, por ejemplo colaborando con Enrico Dindo, Massimo Quarta, el Quartetto d'archi di Venezia, el Quartetto Fonè.
Ha grabado las tres sonatas op. 40 de Muzio Clementi para Naxos, y las obras completas de Ludwig van Beethoven para violonchelo y piano con Enrico Dindo para Decca Records. Es el primer pianista italiano que ha interpretado públicamente la integral de la producción para piano de Fryderyk Chopin en seis conciertos. Grabó para Decca esta integral de las obras de Frédéric Chopin a partir de 2007. La crítica ha opinado lo siguiente de estas grabaciones: "Estas grabaciones son algunas de las mejores que podemos escuchar del trabajo de Chopin y superan fácilmente a las de la mayoría de los grandes nombres del catálogo", dijo el crítico de piano internacional, Bryce Morrisson. "Es una versión de ensueño de los estudios de Chopin", dice Étienne Moreau, en Diapason. Para Lorenzo Arruga, del diario italiano Il Giornale, "tan pronto como pone sus manos en el piano, Pietro De Maria revive una vieja noción, la del poeta pianista". En cuanto a Stéphane Friederich, Pianista, ve en Pietro De Maria "un músico de primera importancia: sentimiento de evidencia, calma, improvisación controlada. Un piano cálido y personal que toma tiempo para respirar."
Desde 2012, está involucrado en un proyecto Bach con la ejecución y grabación de los dos libros de El clave bien temperado y las Variaciones Goldberg.
Es profesor en la Universidad del Mozarteum de Salzburgo, en la Escuela de Música de Fiesole y en la Academia de Música de Pinerolo.

## Discografía
- Bach, Clav. bien temperado (compl.) - De Maria, 2014 Decca
- Bach, Var. Goldberg - De María, 2017 Decca
- Beethoven: Complete Works for Cello y Piano - Enrico Dindo/Pietro De Maria, 2005 Decca
- Chopin: Preludios - Pedro De María, 2008 Decca
- Chopin: Piano Sonatas Nº 1-3 - Pietro De Maria, 2008 Decca
- Chopin: Baladas - Pietro De Maria, 2007 Decca[6]
- Chopin, Mazurcas/Fantasía/Berceuse/Bolero/Rondeaux/Barcarola - De Maria, 2011 Decca
- Chopin, Obras completas para piano De María, 2006/2011 Decca
- Chopin, Estudios no. 1-24 - De Maria, 2006 Decca
- Clementi: Piano Sonatas, Op. 40 - Pedro De Maria, 1999 Naxos